# Rocca d'Arazzo
Rocca d'Arazzo es una localidad y comune italiana de la provincia de Asti, región de Piamonte, con 941 habitantes.

## Evolución demográfica
| Gráfica de evolución demográfica de Rocca d'Arazzo entre 1861 y 2001 |
|                                                                      |
| Fuente ISTAT - elaboración gráfica de Wikipedia                      |